# Spermacoce mitracarpoides
Spermacoce mitracarpoides är en måreväxtart som beskrevs av Friedrich Anton Wilhelm Miquel. Spermacoce mitracarpoides ingår i släktet Spermacoce och familjen måreväxter.
Artens utbredningsområde är Java. Inga underarter finns listade i Catalogue of Life.